# Glyptopetalum angulatum
Glyptopetalum angulatum là một loài thực vật có hoa trong họ Dây gối. Loài này được (Griff.) Chakrab. & M.G.Gangop. mô tả khoa học đầu tiên năm 1990.